# 쇼가쿠칸의 학습 잡지
쇼가쿠칸의 역사는 1922년(다이쇼 11년)의 학습 잡지 발행에서 시작되었고, 2011년 현재에도 다양한 학습 잡지가 발행되고 있다. 쇼가쿠칸의 학습 잡지는 독자의 연령, 학년에 따라 각각 독립적인 잡지로 발행되고 있지만 병행으로 연재되는 많은 만화나 TV 애니메이션 등에서는 총칭으로 쇼가쿠칸의 학습 잡지가 사용된다.